# RAAL
S.C. RAAL S.A. (RAdiatoare din ALuminiu) Bistrița este o companie din Romania care produce schimbătoare de căldură și sisteme complete de răcire pentru agricultură, construcții, echipamente industriale, vehicule comerciale, feroviare și pentru industria auto.
Compania a fost înființată în anul 1991 ca societate pe acțiuni, prin desprinderea din compania I.U.T. Bistriția.
Din 1995, compania s-a privatizat, acționarii fiind reprezentați de salariații companiei. RAAL deține două fabrici - Bistrița și Prundu Bîrgăului(jud.BN) și are filiale în Italia, Olanda, Germania, Statele Unite și Romania(Timișoara).
Ponderea exportului reprezintă 99% din vânzări, principalii parteneri de afaceri ai companiei fiind grupurile John Deere, Manitou, Friulair Dryers, JCB, Claas, Parker-Hiross, BRP-Rotax, ABB, Van Hool, Liebherr, Kaeser, Voith, Ingersoll Rand.
Veniturile companiei au depășit 50 milioane euro începînd cu anul 2015.
Număr de angajați în 2017: 2000 de persoane.